# Quilmesaurus
Quilmesaurus curriei
Genre
Espèce
Quilmesaurus est un genre éteint de dinosaures théropodes, de la famille des Abélisauridés. Long d'environ six mètres, il a été trouvé dans la formation d'Allen (Patagonie, Argentine) datant du sommet du Crétacé supérieur (Campanien moyen à Maastrichtien inférieur), entre environ 80 et 70 millions d'années.
L'espèce type, Quilmesaurus curriei, est nommée et décrite par Rodolfo Aníbal Coria en 2001. Elle est fondée sur l'holotype MPCA-PV-100, de la collection du musée provincial Carlos-Ameghino (es) à Cipolletti.

## Histoire
À la fin des années 1980, une équipe de l'université nationale de Tucumán menée par Jaime Powell (en) trouve des restes de théropode à quarante kilomètres au sud de Roca City, dans la province de Río Negro.
En 2001, Rodolfo Coria nomme et décrit la seule espèce Quilmesaurus curriei. Le nom du genre est donné en l'honneur de la tribu des Quilmes, un peuple amérindien. Le nom spécifique a été donné en l'honneur de Philip John Currie, un spécialiste canadien des théropodes.
En 2007, une étude classe le genre chez les Carnotaurinae et conclut qu'il est nomen vanum (en).
L'espèce est reconnue, par notamment :
- L. Salgado et al. (2009), qui le place chez les Tetanurae[5],[6].
- T. Tortosa et al. (2014), qui le place chez les Carnataurini[7],[8].
- L. S. Filippi et al. (2016), qui le place chez les Furileusauria (en)[9],[10].